# سن-ژان-دو-بربوف، کبک
سن-ژان-دو-بربوف (به فرانسوی: Saint-Jean-de-Brébeuf) شهری در منطقه شهری له آپالاش ناحیه شودییر-آپالاش در استان کبک کانادا است. در سرشماری سال ۲۰۱۱ این شهر ۳۷۲ نفر جمعیت داشته‌است و مساحت آن ۷۹٫۶۸ کیلومتر مربع است.